# Chrysopa lezeyi
Chrysopa lezeyi is een insect uit de familie van de gaasvliegen (Chrysopidae), die tot de orde netvleugeligen (Neuroptera) behoort. 
Chrysopa lezeyi is voor het eerst wetenschappelijk beschreven door Navás in 1910.